# Vlaamse Dienst voor Arbeidsbemiddeling en Beroepsopleiding
De Vlaamse Dienst voor Arbeidsbemiddeling en Beroepsopleiding (VDAB) is een Vlaamse overheidsdienst die vraag en aanbod op de arbeidsmarkt samenbrengt en vooral als taak heeft werkzoekenden te bemiddelen en te begeleiden naar werk. Zo nodig worden de competenties van de werkzoekenden verhoogd in de competentiecentra van de VDAB. De VDAB wordt sinds 2019 geleid door afgevaardigd bestuurder Wim Adriaens; voorzitter van de raad van bestuur is Luc Cortebeeck.

## Bevoegdheid
In 1989 werd, ten gevolge van de derde staatshervorming, arbeidsbemiddeling een bevoegdheid van de Gewesten en beroepsopleiding van de Gemeenschappen. Dat jaar werd dus onder andere de VDAB opgericht.
De Waalse tegenhanger is Forem en in de Duitstalige Gemeenschap is er het Arbeitsamt der Deutschsprachigen Gemeinschaft (ADG). Beide zijn bevoegd zowel voor arbeidsbemiddeling als beroepsopleiding aangezien Wallonië arbeidsbemiddeling in het Duitse taalgebied aan de Duitstalige Gemeenschap heeft overgelaten, en de Franse Gemeenschap beroepsopleiding heeft overgelaten aan het Waals Gewest en de Franse Gemeenschapscommissie. Voor beroepsopleiding in het Brussels Gewest is dus, naast de VDAB, een instelling van de Franse Gemeenschapscommissie bevoegd, namelijk Bruxelles Formation. Voor arbeidsbemiddeling in Brussel is Actiris bevoegd.
De controle op het actieve zoekgedrag van de werklozen (met bijbehorende sancties) was dan weer een federale bevoegdheid die uitgeoefend werd door de Rijksdienst voor Arbeidsvoorziening (RVA), tot dit ten gevolge van de zesde staatshervorming een gewestbevoegdheid werd op 1 januari 2016 en dus nu ook door de VDAB uitgevoerd wordt.

## Bestuur
| Periode      | Afgevaardigd bestuurder |
| ------------ | ----------------------- |
| 1990 - 2004  | Yvan Bostyn             |
| 2005 - 2019  | Fons Leroy              |
| 2019 - heden | Wim Adriaens            |

| Periode      | Voorzitter        |
| ------------ | ----------------- |
| ? - 2010     | Hubert Cossey     |
| 2010         | Danny Pieters     |
| 2010 - 2018  | Jef Roos          |
| 2018 - 2020  | Karel Van Eetvelt |
| 2020 - 2022  | Luc Cortebeeck    |
| 2022 - 2025  | Elke Jeurissen    |
| 2025 - heden | Trudo Motmans     |

## Werkwijze
Om de doelstelling te bereiken beschikt de VDAB over verschillende werkmiddelen:
- het geven van informatie over vacatures aan werkzoekenden. Daartoe zijn vacatures (met hun vereisten) en werkzoekenden (met hun kwalificaties) in een vacature-bank aan elkaar gekoppeld: de zogenaamde WIS-computer (Werkzoekende Informatie Systeem).
- het bijhouden van statistieken, vooral met oog op het achterhalen van trends in werkloosheid en tewerkstelling; op grond daarvan adviseert de VDAB de overheid.
- het geven van sollicitatie-training.
- het geven van beroepsopleidingen aan werkzoekenden, vooral voor de zogenaamde knelpuntberoepen, waarvoor er een tekort is op de arbeidsmarkt. De Individuele Beroepsopleiding (IBO) is daar een voorbeeld van.
- het stimuleren van bijscholing en opleiding, o.a. door het verstrekken van opleidingscheques, die werknemers zelf vrij kunnen besteden bij erkende opleidingsinstituten.

## Werkwinkel
In grotere steden en gemeenten zijn de belangrijkste regionale en lokale diensten die actief zijn rond arbeid en tewerkstelling ondergebracht onder eenzelfde dak. Dergelijke instanties worden werkwinkels genoemd. Wat een portaalsite is voor het internet, is een werkwinkel voor alle betrokken partijen in de tastbare realiteit.
Het interimkantoor is ten dele een commerciële variant maar kan niet omheen de wettelijke verplichting van inschrijving als werkzoekende bij de Vlaamse overheidsdienst VDAB.

## JOS
Een voorbeeld van de werking is de oprichting begin december 2007 van JOS, het jobstudentensysteem. Dit is een samenwerkingsverband tussen de werkgevers die jobstudenten zoeken, en de universiteiten en hogescholen die vaak eigen initiatieven hadden voor het aan werk helpen van jobstudenten. Vraag en aanbod worden ook hier samengebracht. Tevens waakt de VDAB over het toepassen van de wettelijke reglementeringen, wat bij vakantie- en studentenarbeid weleens een knelpunt was. Kandidaat jobstudenten vinden er niet alleen werkaanbiedingen, maar ook heel wat informatie over hun statuut, weerslag op sociale zekerheid, kinderbijslag of eventuele studietoelage. Dit initiatief werd zinvol omdat de wetgever de mogelijkheid tot studentenarbeid aanzienlijk versoepeld heeft: hoger inkomensgrenzen, uitbreiding van de toegestane werktijd, zowel per maand als per jaar, ook buiten de schoolvakanties.

## Doorlichting
Bij een kritische doorlichting in 2021 door het Rekenhof bleek dat de VDAB meermaals juridisch incorrecte samenwerkingen is aangegaan met externe partners zoals opleidingscentra, arbeidsbemiddelaars en uitzendkantoren. Ook ontbrak het aan een gedegen inzicht in de succesfactoren en de (kosten)effectiviteit. Voor bevoegd minister Hilde Crevits kwam het rapport “als een schok”.
Vlaams minister van Werk Zuhal Demir (N-VA) maakt nu, in 2024, werk van de afslanking van de raad van bestuur van de VDAB, die ook uit meer onafhankelijken moet bestaan.